# Empoli Football Club 1987-1988
Questa voce raccoglie le informazioni riguardanti l'Empoli Football Club nelle competizioni ufficiali della stagione 1987-1988.

## Stagione

Johnny Ekström (a sinistra) saluta il connazionale Hysén della, in occasione del derby toscano del 4 ottobre 1987.

Nella stagione 1987-1988 l'Empoli disputa il campionato di Serie A, parte penalizzata di 5 punti, sul campo ottiene 25 punti che sarebbero sufficienti per raggiungere la salvezza, ma l'handicap la lascia a 20 punti, con l'ultimo posto in classifica. Peccato, anche perché per la ristrutturazione dei campionati, le retrocessioni erano solo due. Retrocede con l'Avellino. Lo scudetto tricolore al Milan con 45 punti, davanti al Napoli, secondo con 42 punti.
La riforma dei campionati ha ridotto a due il numero delle retrocessioni: in seguito a un illecito sportivo, la CAF ha condannato il club a iniziare il torneo con una penalizzazione di cinque punti. Per recuperare lo svantaggio, l'Empoli impiegò sette giornate: benché al Castellani solo il Pisa riuscì a vincere, i primi punti in trasferta si sono ottenuti all'undicesimo turno. Alle difficoltà sul campo, si sono uniti anche problemi societari: Andrea Salvadori e Francesco Della Monica chiesero di essere ceduti, ma la società riuscì ad accontentare solo il primo. Nel corso della stagione si dimise inoltre il presidente Brizio Grazzini, (gli è succeduto Silvano Bini) e alcuni consiglieri lasciarono l'incarico. I punti di penalizzazione influirono pesantemente sul cammino degli azzurri: la retrocessione divenne aritmetica a tre giornate dalla fine. Il club fece così ritorno tra i cadetti dopo due anni.
Nella Coppa Italia l'Empoli prima del campionato, disputa il quarto girone di qualificazione, che promuove agli ottavi di finale Avellino ed Empoli, a gennaio 1988 negli ottavi supera la Roma nel doppio confronto, nei quarti di finale viene estromessa dall'Inter che vince entrambe le partite.

## Divise e sponsor
Lo sponsor tecnico per la stagione 1987-1988 è adidas, mentre lo sponsor ufficiale è Sammontana.
| Casa | Trasferta |

## Organigramma societario
Area direttiva
- Presidente: Brizio Grazzini poi Silvano Bini

Area tecnica
- Direttore sportivo: Silvano Bini
- Allenatore: Gaetano Salvemini

## Rosa
| N. |                   | Ruolo | Calciatore                 |
| -- | ----------------- | ----- | -------------------------- |
|    | Italia (bandiera) | P     | Daniele Balli              |
|    | Italia (bandiera) | P     | Giulio Drago               |
|    | Italia (bandiera) | P     | Michele Pintauro           |
|    | Italia (bandiera) | D     | Massimo Brambati           |
|    | Italia (bandiera) | D     | Ezio Gelain                |
|    | Italia (bandiera) | D     | Settimio Lucci             |
|    | Italia (bandiera) | D     | Luigino Pasciullo          |
|    | Italia (bandiera) | D     | Andrea Salvadori           |
|    | Italia (bandiera) | D     | Claudio Vertova (capitano) |
|    | Italia (bandiera) | C     | Marco Calonaci             |
|    | Italia (bandiera) | C     | Rocco Cotroneo             |
|    | Italia (bandiera) | C     | Enrico Cucchi              |
|    | Italia (bandiera) | C     | Andrea Del Bino            |
|    | Italia (bandiera) | C     | Francesco Della Monica     |

| N. |                       | Ruolo | Calciatore           |
| -- | --------------------- | ----- | -------------------- |
|    | Italia (bandiera)     | C     | Luca Della Scala     |
|    | Italia (bandiera)     | C     | Eusebio Di Francesco |
|    | Italia (bandiera)     | C     | Giuseppe Incocciati  |
|    | Italia (bandiera)     | C     | Walter Mazzarri      |
|    | Italia (bandiera)     | C     | Corrado Urbano       |
|    | Italia (bandiera)     | C     | Francesco Zanoncelli |
|    | Italia (bandiera)     | A     | Paolo Baldieri       |
|    | Italia (bandiera)     | A     | Massimiliano Benfari |
|    | Italia (bandiera)     | A     | Nicola Caccia        |
|    | Jugoslavia (bandiera) | A     | Davor Čop            |
|    | Svezia (bandiera)     | A     | Johnny Ekström       |
|    | Italia (bandiera)     | A     | Carmine Gautieri     |
|    | Italia (bandiera)     | A     | Adelino Zennaro      |

## Calciomercato

### Sessione estiva
| Acquisti | Acquisti             | Acquisti   | Acquisti      |
| R.       | Nome                 | da         | Modalità      |
| -------- | -------------------- | ---------- | ------------- |
| D        | Massimo Brambati     | Torino     | prestito      |
| C        | Enrico Cucchi        | Inter      | comproprietà  |
| C        | Andrea Del Bino      | Rondinella | fine prestito |
| C        | Francesco Zanoncelli | Milan      | prestito      |
| A        | Paolo Baldieri       | Roma       | prestito      |
| A        | Davor Čop            | Cibalia    | prestito      |

| Cessioni | Cessioni           | Cessioni  | Cessioni      |
| R.       | Nome               | a         | Modalità      |
| -------- | ------------------ | --------- | ------------- |
| P        | Fabrizio Calattini | Pistoiese | prestito      |
| D        | Massimo Brambati   | Torino    | fine prestito |
| D        | Amedeo Carboni     | Parma     | definitivo    |
| D        | Natale Picano      | Trapani   | definitivo    |
| C        | Walter Casaroli    | Casertana | definitivo    |
| C        | Andrea Del Bino    | Pistoiese | prestito      |
| C        | Marco Osio         | Torino    | fine prestito |
| A        | Francesco Baiano   | Napoli    | fine prestito |

### Sessione autunnale
| Acquisti | Acquisti            | Acquisti           | Acquisti   |
| R.       | Nome                | da                 | Modalità   |
| -------- | ------------------- | ------------------ | ---------- |
| D        | Luigino Pasciullo   | Atalanta           | prestito   |
| C        | Giuseppe Incocciati | Atalanta           | prestito   |
| A        | Carmine Gautieri    | Campania Puteolana | definitivo |

| Cessioni | Cessioni         | Cessioni | Cessioni |
| R.       | Nome             | a        | Modalità |
| -------- | ---------------- | -------- | -------- |
| D        | Andrea Salvadori | Atalanta | prestito |
| C        | Rocco Cotroneo   | Modena   | prestito |
| A        | Adelino Zennaro  | Lucchese | prestito |

## Risultati

### Serie A

#### Girone di andata
| Arbitro: | Amendolia (Messina) |

|                        |           |  |
| Mancini 42’ Cerezo 58’ | Marcatori |  |

| Arbitro: | Longhi (Roma) |

|             |           |  |
| Ekström 56’ | Marcatori |  |

| Arbitro: | Coppetelli (Tivoli) |

|                          |           |  |
| Serena 72’ Altobelli 86’ | Marcatori |  |

| Empoli 4 ottobre 1987 4ª giornata | Empoli           | 0 – 0 referto | Fiorentina | Stadio Carlo Castellani (19.384 spett.)\| Arbitro: \| Lanese (Messina) \| |
| Arbitro:                          | Lanese (Messina) |               |            |                                                                           |

| Arbitro: | Di Cola (Avezzano) |

|                              |           |  |
| Scarafoni 61’ Casagrande 84’ | Marcatori |  |

| Arbitro: | Pezzella (Frattamaggiore) |

|  |           |                |
|  | Marcatori | 88’ Bernazzani |

| Arbitro: | Frigerio (Milano) |

|                          |           |            |
| Maradona 17’ (rig.), 35’ | Marcatori | 7’ Ekström |

| Arbitro: | Lanese (Messina) |

|                       |           |                 |
| Cucchi 4’ Ekström 19’ | Marcatori | 41’ Manfredonia |

| Arbitro: | Amendolia (Messina) |

|                                         |           |                               |
| Corneliusson 22’, 78’ Urbano 44’ (aut.) | Marcatori | 51’ (rig.), 83’ (rig.) Cucchi |

| Empoli 29 novembre 1987 10ª giornata | Empoli             | 0 – 0 referto | Milan | Stadio Carlo Castellani (16.312 spett.)\| Arbitro: \| Lombardo (Marsala) \| |
| Arbitro:                             | Lombardo (Marsala) |               |       |                                                                             |

| Arbitro: | Fabricatore (Roma) |

|  |           |                 |
|  | Marcatori | 40’ Della Scala |

| Arbitro: | Di Cola (Avezzano) |

|                        |           |                            |
| Cucchi 29’ (rig.), 36’ | Marcatori | 24’ Lorenzo 45’ Rizzitelli |

| Arbitro: | Cornieti (Forlì) |

|            |           |  |
| Elkjær 72’ | Marcatori |  |

| Empoli 10 gennaio 1988 14ª giornata | Empoli           | 0 – 0 referto | Avellino | Stadio Carlo Castellani (8.218 spett.)\| Arbitro: \| Casarin (Milano) \| |
| Arbitro:                            | Casarin (Milano) |               |          |                                                                          |

| Pescara 17 gennaio 1988 15ª giornata | Pescara            | 0 – 0 referto | Empoli | Stadio Adriatico (19.363 spett.)\| Arbitro: \| Lombardo (Marsala) \| |
| Arbitro:                             | Lombardo (Marsala) |               |        |                                                                      |

#### Girone di ritorno
| Arbitro: | D'Elia (Salerno) |

|                        |           |                 |
| Cucchi 14’ Ekström 43’ | Marcatori | 55’, 58’ Vialli |

| Arbitro: | Sguizzato (Verona) |

|                                         |           |  |
| Brio 2’ Magrin 16’, 66’ Rush 60’ (rig.) | Marcatori |  |

| Arbitro: | Longhi (Roma) |

|           |           |          |
| Lucci 71’ | Marcatori | 9’ Scifo |

| Firenze 14 febbraio 1988 19ª giornata | Fiorentina                | 0 – 0 referto | Empoli | Stadio Artemio Franchi (25.147 spett.)\| Arbitro: \| Pezzella (Frattamaggiore) \| |
| Arbitro:                              | Pezzella (Frattamaggiore) |               |        |                                                                                   |

| Arbitro: | Casarin (Milano) |

|                         |           |  |
| Baldieri 48’ Cucchi 58’ | Marcatori |  |

| Pisa 6 marzo 1988 21ª giornata | Pisa             | 0 – 0 referto | Empoli | Stadio Arena Garibaldi (14.860 spett.)\| Arbitro: \| Paparesta (Bari) \| |
| Arbitro:                       | Paparesta (Bari) |               |        |                                                                          |

| Empoli 13 marzo 1988 22ª giornata | Empoli           | 0 – 0 referto | Napoli | Stadio Carlo Castellani (18.814 spett.)\| Arbitro: \| Lanese (Messina) \| |
| Arbitro:                          | Lanese (Messina) |               |        |                                                                           |

| Arbitro: | Pezzella (Frattamaggiore) |

|              |           |  |
| Giannini 50’ | Marcatori |  |

| Arbitro: | Pairetto (Torino) |

|              |           |             |
| Calonaci 45’ | Marcatori | 75’ Viviani |

| Arbitro: | Lo Bello (Siracusa) |

|                |           |  |
| van Basten 61’ | Marcatori |  |

| Empoli 17 aprile 1988 26ª giornata | Empoli           | 0 – 0 referto | Torino | Stadio Carlo Castellani (11.441 spett.)\| Arbitro: \| Casarin (Milano) \| |
| Arbitro:                           | Casarin (Milano) |               |        |                                                                           |

| Arbitro: | Lombardo (Marsala) |

|                |           |                    |
| Rizzitelli 46’ | Marcatori | 76’ (aut.) Cuttone |

| Arbitro: | Fabricatore (Roma) |

|                       |           |  |
| Incocciati 88’ (rig.) | Marcatori |  |

| Arbitro: | Lo Bello (Siracusa) |

|              |           |  |
| Di Mauro 47’ | Marcatori |  |

| Arbitro: | Quartuccio (Torre Annunziata) |

|                                              |           |                                  |
| Incocciati 11’ Ekström 33’ Cucchi 36’ (rig.) | Marcatori | 75’ (rig.) Gasperini 85’ Galvani |

### Coppa Italia

#### Primo turno
| Arbitro: | Longhi (Roma) |

|                                   |           |                             |
| Cotroneo 12’ (aut.) Simonetta 85’ | Marcatori | 37’, 73’ Ekström 80’ Urbano |

| Arbitro: | Dal Forno (Ivrea) |

|                                                             |                      |                                                                           |
| Tosi Bramini Gubellini Limonta Amato Ramponi Mari Cossarini | Tiri di rigore 7 – 6 | Cotroneo Vertova Della Monica Mazzarri Lucci Urbano Della Scala Salvadori |

| Arbitro: | Felicani (Bologna) |

|                                 |           |                 |
| Čop 9’ Ekström 34’ Mazzarri 89’ | Marcatori | 5’, 54’ Chiorri |

| Arbitro: | Magni (Bergamo) |

|                         |           |                  |
| Sormani 11’ Faccini 17’ | Marcatori | 36’ Della Monica |

| Arbitro: | Lombardo (Marsala) |

|                 |           |  |
| Cucchi 57’, 74’ | Marcatori |  |

#### Fase finale
| Arbitro: | Magni (Bergamo) |

|                             |           |            |
| Zanoncelli 12’ Brambati 25’ | Marcatori | 90’ Völler |

| Roma 20 gennaio 1988 Ottavi di finale - Ritorno | Roma              | 0 – 0 | Empoli | Stadio Olimpico\| Arbitro: \| Pairetto (Torino) \| |
| Arbitro:                                        | Pairetto (Torino) |       |        |                                                    |

| Arbitro: | Amendolia (Messina) |

|                            |           |                |
| Serena 1’ Lucci 69’ (aut.) | Marcatori | 31’ Incocciati |

| Arbitro: | Lanese (Messina) |

|  |           |           |
|  | Marcatori | 53’ Ferri |

## Statistiche
Statistiche aggiornate al 15 maggio 1988

### Statistiche di squadra
| Competizione | Punti | In casa | In casa | In casa | In casa | In casa | In casa | In trasferta | In trasferta | In trasferta | In trasferta | In trasferta | In trasferta | Totale | Totale | Totale | Totale | Totale | Totale | DR  |
| Competizione | Punti | G       | V       | N       | P       | Gf      | Gs      | G            | V            | N            | P            | Gf           | Gs           | G      | V      | N      | P      | Gf     | Gs     | DR  |
| ------------ | ----- | ------- | ------- | ------- | ------- | ------- | ------- | ------------ | ------------ | ------------ | ------------ | ------------ | ------------ | ------ | ------ | ------ | ------ | ------ | ------ | --- |
| Serie A      | 20    | 15      | 5       | 9       | 1       | 15      | 10      | 15           | 1            | 4            | 10           | 5            | 20           | 30     | 6      | 13     | 11     | 20     | 30     | -10 |
| Coppa Italia |       | 4       | 3       | 0       | 1       | 7       | 4       | 5            | 1            | 2            | 2            | 5            | 6            | 9      | 4      | 2      | 3      | 12     | 10     | +2  |
| Totale       | -     | 19      | 8       | 9       | 2       | 22      | 14      | 20           | 2            | 6            | 12           | 10           | 26           | 39     | 10     | 15     | 14     | 32     | 40     | -8  |

### Andamento in campionato[3]
| Giornata  | 1  | 2  | 3  | 4  | 5  | 6  | 7  | 8  | 9  | 10 | 11 | 12 | 13 | 14 | 15 | 16 | 17 | 18 | 19 | 20 | 21 | 22 | 23 | 24 | 25 | 26 | 27 | 28 | 29 | 30 |
| --------- | -- | -- | -- | -- | -- | -- | -- | -- | -- | -- | -- | -- | -- | -- | -- | -- | -- | -- | -- | -- | -- | -- | -- | -- | -- | -- | -- | -- | -- | -- |
| Luogo     | T  | C  | T  | C  | T  | C  | T  | C  | T  | C  | T  | C  | T  | C  | T  | C  | T  | C  | T  | C  | T  | C  | T  | C  | T  | C  | T  | C  | T  | C  |
| Risultato | P  | V  | P  | N  | P  | P  | P  | V  | P  | N  | V  | N  | P  | N  | N  | N  | P  | N  | N  | V  | N  | N  | P  | N  | P  | N  | N  | V  | P  | V  |
| Posizione | 16 | 16 | 16 | 16 | 16 | 16 | 16 | 16 | 16 | 16 | 16 | 16 | 16 | 16 | 16 | 16 | 16 | 16 | 16 | 16 | 16 | 16 | 16 | 16 | 16 | 16 | 16 | 16 | 16 | 16 |

Legenda:

Luogo: C = Casa; T = Trasferta. Risultato: V = Vittoria; N = Pareggio; P = Sconfitta.

### Statistiche dei giocatori
| Giocatore       | Serie A  | Serie A | Serie A     | Serie A    | Coppa Italia | Coppa Italia | Coppa Italia | Coppa Italia | Totale   | Totale | Totale      | Totale     |
| Giocatore       | Presenze | Reti    | Ammonizioni | Espulsioni | Presenze     | Reti         | Ammonizioni  | Espulsioni   | Presenze | Reti   | Ammonizioni | Espulsioni |
| --------------- | -------- | ------- | ----------- | ---------- | ------------ | ------------ | ------------ | ------------ | -------- | ------ | ----------- | ---------- |
| P. Baldieri     | 27       | 1       | ?           | ?          | 3            | 0            | ?            | ?            | 30       | 1      | ?           | ?          |
| M. Benfari      | 4        | 0       | ?           | ?          | 1            | 0            | ?            | ?            | 5        | 0      | ?           | ?          |
| M. Brambati     | 27       | 0       | ?           | ?          | 7            | 1            | ?            | ?            | 34       | 1      | ?           | ?          |
| N. Caccia       | 1        | 0       | ?           | ?          | 1            | 0            | ?            | ?            | 2        | 0      | ?           | ?          |
| M. Calonaci     | 11       | 1       | ?           | ?          | 7            | 0            | ?            | ?            | 18       | 1      | ?           | ?          |
| D. Čop          | 9        | 0       | ?           | ?          | 9            | 1            | ?            | ?            | 18       | 1      | ?           | ?          |
| R. Cotroneo     | 2        | 0       | ?           | ?          | 4            | 0            | ?            | ?            | 6        | 0      | ?           | ?          |
| E. Cucchi       | 26       | 8       | ?           | ?          | 3            | 2            | ?            | ?            | 29       | 10     | ?           | ?          |
| A. Del Bino     | 0        | 0       | 0           | 0          | 1            | 0            | ?            | ?            | 1        | 0      | 0+          | 0+         |
| F. Della Monica | 12       | 0       | ?           | ?          | 8            | 1            | ?            | ?            | 20       | 1      | ?           | ?          |
| L. Della Scala  | 28       | 1       | ?           | ?          | 9            | 0            | ?            | ?            | 37       | 1      | ?           | ?          |
| E. Di Francesco | 1        | 0       | ?           | ?          | 4            | 0            | ?            | ?            | 5        | 0      | ?           | ?          |
| G. Drago        | 30       | -28     | ?           | ?          | 8            | -7           | ?            | ?            | 38       | -35    | ?           | ?          |
| J. Ekström      | 29       | 5       | ?           | ?          | 6            | 3            | ?            | ?            | 35       | 8      | ?           | ?          |
| E. Gelain       | 17       | 0       | ?           | ?          | 4            | 0            | ?            | ?            | 21       | 0      | ?           | ?          |
| G. Incocciati   | 22       | 2       | ?           | ?          | 3            | 1            | ?            | ?            | 25       | 3      | ?           | ?          |
| S. Lucci        | 24       | 1       | ?           | ?          | 9            | 0            | ?            | ?            | 33       | 1      | ?           | ?          |
| W. Mazzarri     | 15       | 0       | ?           | ?          | 6            | 1            | ?            | ?            | 21       | 1      | ?           | ?          |
| L. Pasciullo    | 23       | 0       | ?           | ?          | 3            | 0            | ?            | ?            | 26       | 0      | ?           | ?          |
| M. Pintauro     | 1        | -2      | ?           | ?          | 2            | -3           | ?            | ?            | 3        | -5     | ?           | ?          |
| A. Salvadori    | 3        | 0       | ?           | ?          | 4            | 0            | ?            | ?            | 7        | 0      | ?           | ?          |
| C. Urbano       | 26       | 0       | ?           | ?          | 7            | 1            | ?            | ?            | 33       | 1      | ?           | ?          |
| C. Vertova      | 29       | 0       | ?           | ?          | 8            | 0            | ?            | ?            | 37       | 0      | ?           | ?          |
| F. Zanoncelli   | 23       | 0       | ?           | ?          | 4            | 1            | ?            | ?            | 27       | 1      | ?           | ?          |